# Perché cambiate moglie?
Perché cambiate moglie? (Why Change Your Wife?) è un film muto del 1920 diretto da Cecil B. DeMille.
Dopo l'eccezionale successo di Maschio e femmina si riformò la coppia Swanson/Meighan sotto la direzione di DeMille. Il film segnò il debutto sullo schermo di William Boyd.

## Trama
Beth e Robert Gordon sono una coppia di sposi il cui rapporto è usurato dall'abitudine. Quando Robert incontra in un cabaret Sally, resta abbagliato dalla verve scintillante della donna. Divorzia così dalla noiosa consorte per impalmare l'eccitante ragazza. Che, però, ben presto, si rivela fatua e vuota. Robert, ricoverato in una casa di cura, incontra l'ex-moglie: i due torneranno insieme.

## Produzione
Il film, prodotto dalla Famous Players-Lasky Corporation, venne a costare 74.000 dollari.

## Distribuzione
Fu distribuito dalla Paramount Pictures Corporation - A Famous Players-Lasky Super-Production; Paramount-Artcraft Special.  Il film era uscito negli Stati Uniti nel maggio del 1920. In Italia uscì nel 1923. Nel mercato home video, il film è stato distribuito in VHS dalla Grapevine Video e, nel 2005, in DVD dalla Image Entertainment.